# Ready, Willing, and Disabled
Ready, Willing, and Disabled (с англ. — «Сила, воля и инвалидность») — пятнадцатая серия третьего сезона мультсериала «Гриффины». Премьерный показ состоялся 20 декабря 2001 года на канале FOX.

## Сюжет
Крис устраивает автомойку, чтобы заработать денег для своего больного друга Пола, которому нужна новая печень. Все вырученные деньги крадёт вор. Джо пытается догнать его, но ему только удаётся вернуть деньги, сам вор уходит.
Эта неудача сильно подавляет Джо до тех пор, пока Питер не предлагает ему поучаствовать в Специальных Играх (Special People’s Games). Сам Питер начинает его тренировать.
Поначалу на играх Джо выигрывает соревнования, но вскоре его результаты начинают заметно ухудшаться. Питер незаметно подливает в его бутылку стероиды, после чего Джо выигрывает последнее соревнование и получает золотую медаль. Питер и Джо становятся известными на весь Куахог, они начинают появляться на публике и давать пресс-конференции. Всё это продолжается до тех пор, пока агент не предлагает Джо подписать с ним контракт. Джо забывает о Питере и начинает сниматься в рекламе.
По телевизору показывают документальный фильм о Джо, в котором всё показано не так, как было на самом деле. Питер решает снять фильм про себя, в котором фальсифицирует свою инвалидность. Он показывает фильм Тому Такеру, но тот замечает подвох и выгоняет его.
Вскоре, находясь на собрании, посвящённом Джо, Питер не выдерживает и рассказывает о стероидах всем присутствующим, вследствие чего у Джо забирают его медаль, после чего он вновь впадает в депрессию.
В это время Мег, Крис и Стьюи находят пачку денег в размере 26 долларов. По совету Джо они расклеивают объявления по всему городу о находке. Каждый из них хочет заполучить деньги, в результате чего все ссорятся и дерутся. Наконец к ним приходит человек, который якобы и потерял деньги. Джо узнаёт в нём вора с автомойки и на этот раз не даёт ему уйти, что вновь возвращает ему веру в себя.

## Создание[1]
Автор сценария: Алекс Берноу и Марк Фирек
Режиссёр: Энди Клейн
Приглашённые знаменитости: Тони Данца (камео; в роли Джо Суонсона), Валери Бертинелли (камео; в роли Бонни Суонсон) и Алекс Рокко (в роли Беатрис Артур, изображая Питера Гриффина)